# TransOeste

Plan des transports publics avec la route du TransOeste

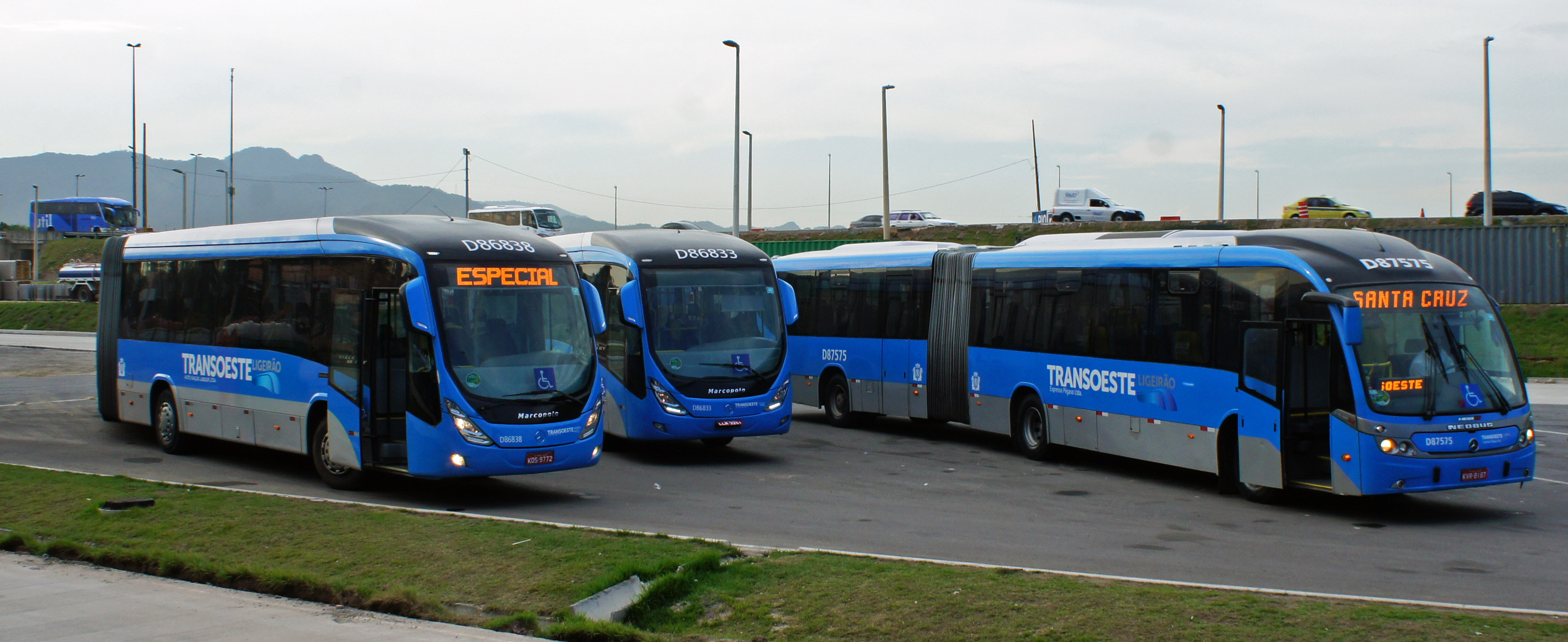
Flotte d'autobus réguliers et articulés exploitation du corridor BRT TransOeste au terminal Alvorada

TransOeste est un Bus à haut niveau de service la ligne qui s'étend de Barra da Tijuca à Santa Cruz, avec un embranchement vers Campo Grande. C'est le couloir BRT abord mis en œuvre à Rio de Janeiro. Le couloir était une transformation de l'Avenida das Américas à élargir les chaussées à l'usage exclusif des autobus de grande capacité, le BRT (Bus Rapid Transit), avec des stations de transfert à la médiane, et comprend également la construction du tunnel sous la Grota Funda. Le couloir TransOeste a été inauguré le 6 juin 2012,